# Horní Kamenice (Česká Kamenice)
Horní Kamenice je část města Česká Kamenice v okrese Děčín. Nachází se na východě České Kamenice. Prochází tudy železniční trať Děčín–Rumburk, na které se nachází zastávka Horní Kamenice. Horní Kamenice je také název katastrálního území o rozloze 5,35 km².

## Historie
První písemná zmínka o vesnici pochází z roku 1416.

## Obyvatelstvo
Při sčítání lidu v roce 1921 v Horní Kamenici vsi žilo 1 042 obyvatel (z toho 501 mužů), z nichž bylo 76 Čechoslováků, 929 Němců, tři Židé a 34 cizinců. Kromě osmnácti evangelíků, tří židů a šestnácti lidí bez vyznání byli římskými katolíky. Podle sčítání lidu z roku 1930 měla Horní Kamenice 1 074 obyvatel: 103 Čechoslováků, 934 Němců, tři Židy a 34 cizinců. Většina 900 osob se hlásila k římskokatolické církvi, ale žili zde také čtyři evangelíci, dva členové nezjišťovaných církví a 26 lidí bez vyznání.
|                                                                         | 1869 | 1880 | 1890 | 1900 | 1910  | 1921  | 1930  | 1950 | 1961 | 1970 | 1980 | 1991 | 2001 | 2011 |
| ----------------------------------------------------------------------- | ---- | ---- | ---- | ---- | ----- | ----- | ----- | ---- | ---- | ---- | ---- | ---- | ---- | ---- |
| Obyvatelé                                                               | 738  | 794  | 849  | 978  | 1 197 | 1 042 | 1 074 | 739  | 794  | 664  | 636  | 766  | 705  | 617  |
| Domy                                                                    | 159  | 100  | 107  | 116  | 136   | 140   | 151   | 152  | —    | 119  | 82   | 123  | 131  | 133  |
| Počet domů z roku 1961 je zahrnut v domech místní části Česká Kamenice. |      |      |      |      |       |       |       |      |      |      |      |      |      |      |

## Pamětihodnosti
- Hrad Kamenice
- Venkovské domy čp. 54 a 55 v Bezručově ulici